# Ivan Vargas
Ivan Costa Vargas (Cruz Alta, 2 de outubro de 1954) foi um cantor brasileiro, que durante anos integrou o conjunto de música tradicional gaúcha Os Monarcas.
Filho de Alípio Reis Vargas (natural de Ijuí) e Neusa Costa Vargas (natural de Cruz Alta).
O primeiro disco que gravou com Os Monarcas foi Fandangueando, de 1988. Se retirou dos palcos em 2021, revelado no seu episódio na websérie "Minha História nos Monarcas".